# 1986年11月逝世人物列表
1986年逝世人物列表：1月 - 2月 - 3月 - 4月 - 5月 - 6月 - 7月 - 8月 - 9月 - 10月 - 11月 - 12月
1986年11月逝世人物列表，是用于汇总1986年11月期间逝世人物的列表。

## 依日期排序

### 1日
- Mieczysław Moczar，72歲，波蘭內政部政治家。[1]
- 皮埃爾·雷普，76歲，法國演員和喜劇演員。
- 伯納德·沃爾德曼（Bernard Waldman），73歲，美國物理學家和埃諾拉·蓋伊（Enola Gay）乘客，癌症。[2]
- 西皮·華萊士（Sippie Wallace），88歲，美國藍調音樂家。[3]

### 2日
- W. Lester Banks，75歲，美國民權活動家，腎衰竭和心力衰竭。[4]
- 哈裡·布朗，69歲，美國詩人、小說家和編劇（陽光下的地方），肺氣腫。[5]
- 保羅·弗裡斯，66歲，美國演員和配音演員（洛基和布爾溫克爾），止痛藥過量。[6]
- 弗雷德·奧爾森（Fred Olsen），95歲，英國出生的美國工業化學家，球狀推進劑的發明者。[7]

### 3日
- 弗拉基米爾·博布里（Vladimir Bobri），88歲，出生於俄羅斯帝國的美國作家和作曲家，房屋火災。[8]
- 阿道夫·布塞曼（Adolf Busemann），85歲，納粹德國和美國航空航天工程師，布塞曼雙翼飛機的發明者。[9]
- Eddie “Lockjaw” Davis，64歲，美國薩克斯管演奏家，霍奇金淋巴瘤。[10]
- E. Cuyler Hammond，74歲，美國生物學家和生物計量師，確定了吸煙與肺癌、淋巴癌之間的聯繫。[11]
- Sekhonyana Nehemia Maseribane，68歲，巴蘇托蘭政治家、總理。

### 4日
- Kurt Hirsch，80歲，德國和英國數學家（群论）。[12]
- 露西爾·米勒，56歲，美國被定罪的殺人犯，乳腺癌。[13]
- 亞伯拉罕·莫爾特（Abraham J. Multer），85歲，美國政治家，美國眾議院議員。[14]
- 索羅夫·拉夫托，64歲，挪威人權活動家。[15]
- Abdallah El-Yafi，85歲，黎巴嫩政治家，多任總理。

### 5日
- 阿道夫·布魯德斯（Adolf Brudes），87歲，德國一級方程式賽車手。
- 凱撒·費爾頓·蓋爾斯（Caesar Felton Gayles），86歲，美國大學橄欖球和籃球教練。[16]
- 穆罕默德·哈桑·赫爾米，74歲，埃及足球運動員和經理（扎馬雷克、埃及）。 [17]
- 56歲的加拿大演員和電影製片人 Claude Jutra 溺水身亡。[18]
- 鮑比·納恩（Bobby Nunn），61歲，美國R&B歌手（The Coasters），心臟病發作。[19]

### 6日
- 伊莉莎白·格呂默（Elisabeth Grümmer），75歲，德國女高音。
- 詹姆斯·霍姆斯（James S. Holmes），62歲，美籍荷蘭詩歌譯者，愛滋病。
- Gotfrid Köchert，68歲，奧地利帆船賽車手和奧運選手。[20]
- 莉莉·克勞斯（Lili Kraus），83歲，匈牙利出生的紐西蘭和美國鋼琴家。[21]
- Harald Sandbæk，82歲，丹麥神學家，丹麥抵抗運動成員。[22]
- 埃迪·湯普森（Eddie Thompson），61歲，英國爵士鋼琴家。
- Sant Ram Udasi，47歲，印度旁遮普詩人。[23]

### 7日
- Dugald Baird，86歲，英國婦產科醫生。[24]
- 阿卜杜拉欣·布扎，80歲，阿爾巴尼亞畫家。
- 保羅·加爾多內（Paul Galdone），79歲，匈牙利出生的美國兒童圖畫書插畫家，心臟病發作。[25]
- 亨利·吉爾曼（Henry Gilman），93歲，美國有機化學家（有机金属化学）。[26]
- 艾倫·休伊特，71歲，美國演員（火星叔叔马丁、如何謀殺你的妻子），癌症。[27]
- 奧黛麗·厄斯金·林多普（Audrey Erskine Lindop），65歲，英國作家（我開始數數，我感謝一個傻瓜）。[28]
- 鮑迪·諾斯科特，78歲，加拿大 NHL 冰球運動員（蒙特利爾馬龍隊）。[29]
- 特雷西·皮尤（Tracy Pew），28歲，澳大利亞音樂家（聖徒樂隊），癲癇發作後腦出血。[30]

### 8日
- 金克蘭西，84歲，加拿大 NHL 冰球運動員（渥太華參議員、多倫多楓葉），心臟驟停。[31]
- 埃迪·德爾·馬，67歲，菲律賓演員和電影製片人。
- Franz Xaver Dorsch，86歲，德國土木工程師，Organisation Todt 總工程師。[32]
- 比阿特麗斯·凱，79歲，美國女演員和歌手。[33]
- 阿圖爾·倫敦，71歲，捷克斯洛伐克政治家，斯蘭斯基審判的共同被告。[34]
- 维亚切斯拉夫·莫洛托夫，96歲，蘇聯政治家、外交部長。[35]
- 路德維希·魯克德舍爾（Ludwig Ruckdeschel），79歲，納粹德國政治家和戰犯，Gau Bayreuth的Gauleiter。[36]

### 9日
- 鲁道夫·赫斯（Rudolf Hess），83歲，美國畫家和雕塑家。
- 蓋伊·金斯福德（Guy Kingsford），75歲，英國出生的美國演員。
- 雅羅斯拉娃·穆喬娃，77歲，捷克斯洛伐克畫家。

### 10日
- Sukumar Bose，74歲，印度藝術家。
- 路德維希·哈恩（Ludwig Hahn），78歲，納粹德國黨衛軍官員，被定罪的戰犯。[37]
- Sydney Lee，76歲，英國斯諾克和檯球運動員，Pot Black 裁判。[38]
- Ljubomir Magaš，38歲，南斯拉夫被定罪的強姦犯和黑手黨犯罪頭目，被謀殺。
- 戈登·理查茲（Gordon Richards），82歲，英國騎師，多次獲得英國平地賽冠軍騎師，心臟病發作。[39]
- Lois Roden，70歲，美國邪教領袖（Branch Davidians），乳腺癌。[40]
- Vicente Trueba，81歲，西班牙公路賽車手，山地之王。
- Leona Woods，67歲，美國核物理學家（曼哈頓計劃），中風。[41]

### 11日
- Bea Booze，74歲，美國R&B和爵士歌手兼吉他手。
- 安赫爾·博泰洛（Ángel Botello），73歲，西班牙出生的波多黎各畫家和雕塑家。
- Roger C. Carmel，54歲，美國演員（岳母、星艦奇航記），肥厚型心肌病。[42]

### 12日
- 法伊兹·艾哈迈德（Faiz Ahmad），39-40歲，阿富汗政治家，阿富汗解放組織領導人，遇刺身亡。
- Ria Baran，64歲，德國雙人滑運動員和奧運會金牌得主。[43]
- 埃里希·科赫（Erich Koch），90歲，納粹德國官員，被定罪的戰犯。[44]
- Bhuvaneshwar Prasad Sinha，87歲，印度法學家，印度首席大法官。[45]
- Gustavo Thorlichen，79-80歲，德國出生的阿根廷攝影師，癌症。[46]
- 安井稔（Minoru Yasui），70歲，美國律師和民權活動家（安井訴美國案）。[47]

### 13日
- 佛朗哥·科爾特斯（Franco Cortese），83歲，義大利賽車手。
- 蒂埃裡·勒盧隆（Thierry Le Luron），34歲，法國印象派畫家和幽默作家，愛滋病患者。[48]
- 魯道夫·朔克，71歲，德國男高音，心臟病發作。[49]
- 阿米婭·泰戈爾，78歲，印度歌手。

### 14日
- 斯文·蒂托·阿琛（Sven Tito Achen），64歲，阿根廷出生的丹麥作家和紋章作家。
- 斐迪南德·道奇克，76歲，捷克斯洛伐克足球運動員和經理（布拉格斯拉維亞、捷克）。[50]
- 亞瑟·達克沃斯（Arthur Duckworth），85歲，英國政治家，國會議員。[51]
- Iambakey Okuk，41歲，巴布亞紐幾內亞政治家，副總理，肝癌。[52]

### 15日
- Bidhayak Bhattacharya，79歲，印度小說家和劇作家。
- 邁克爾·克羅夫特，64歲，英國演員和作家，心臟病發作。[53]
- John E. Grotberg，61歲，美國政治家，美國眾議院議員，肺炎和結腸癌。[54]
- Ada Rogato，75歲，巴西飛行員。
- 亚历山大·汤斯曼（Alexandre Tansman），89歲，波蘭裔法國作曲家。[55]
- 理查·特納（Richard E. Turner），66歲，美國王牌飛行員。

### 16日
- Panditrao Agashe，50歲，印度實業家，Brihan Maharashtra Sugar Syndicate Ltd. 董事總經理，心臟病發作。
- 撒母耳·格拉斯通（Samuel Glasstone），89歲，英國出生的美國物理化學家和作家。
- Siobhán McKenna，64歲，愛爾蘭女演員（Saint Joan），肺癌。[56]

### 17日
- 理查·阿米蒂奇，58歲，英國藝人經紀人，心臟病發作。[57]
- 乔治·贝斯（Georges Besse），58歲，法國商人，雷諾首席執行官，被謀殺。[58]
- Vishnu Sharan Dublish，91歲，印度政治家，Lok Sabha 成員。[59]
- 哈羅德·格拉德，63歲，美國數學家（统计力学）。
- 弗拉基米爾·凱尼格森（Vladimir Kenigson），79歲，蘇聯演員。
- 木村義雄，81歲，日本將棋手，日本將棋聯盟主席。
- 比利·麥克萊恩（Billy McLean），67歲，蘇格蘭政治家，國會議員，心力衰竭。
- Tidye Pickett，72歲，美國跑步運動員和奧運選手，也是學校校長。[60]
- Jaime Ramírez，46歲，哥倫比亞緝毒員警，被謀殺。[61]

### 18日
- Ljupčo Arsov，76歲，南斯拉夫政治家，馬其頓社會主義共和國執行委員會主席。
- 拉霍斯·巴爾多斯，87歲，匈牙利作曲家和指揮家。
- Gia Carangi，26歲，美國超模，愛滋病患者。[62]
- Sophus Kahrs，68歲，挪威納粹官員，被判犯有叛國罪並逃脫。
- Marky Markowitz，62歲，美國爵士小號手。
- Stephen O. Rice，78歲，美國電氣工程師，資訊論和通信理論的先驅。[63]

### 19日
- 比利·戴恩蒂，59歲，英國喜劇演員和啞劇藝術家，前列腺癌。
- Don Jamieson，65歲，加拿大政治家和外交官，國會議員，心臟病發作。[64]
- 羅伊·林德奎斯特（Roy E. Lindquist），79歲，美國陸軍上將。[65]
- 弗雷迪·麥凱，38-39歲，牙買加歌手，心臟病發作。
- 科斯塔·納格（Kosta Nađ），75歲，南斯拉夫將軍。[66]
- Flukey Stokes，48歲，芝加哥的美國黑幫老大，被謀殺。[67]

### 20日
- Arne Beurling，81歲，瑞典數學家（Beurling 代數），解密了 Siemens 和 Halske T52。[68]
- 威廉·布拉德福德·休伊，76歲，美國作家和調查記者，心臟病發作。[69]
- 亞歷山大·馬雅科維奇·奧斯特洛夫斯基（Alexander Ostrowski），93歲，出生於俄羅斯帝國的德國和瑞士數學家（奥斯特洛夫斯基定理）。[70]

### 21日
- 霍華德·貝（Howard Bay），74歲，美國佈景和服裝設計師，心臟病發作。[71]
- 傑里·科隆納，82歲，美國長號手、喜劇演員和演員（愛麗絲夢遊仙境），腎衰竭。[72]
- 約翰·麥康奈爾（John P. McConnell），78歲，美國將軍，美國空軍參謀長。[73]
- Dar Robinson，39歲，美國特技演員和演員（Stick），跌倒。[74]
- 馬塞利諾·桑切斯（Marcelino Sánchez），28歲，波多黎各演員（殺神輓歌），愛滋病患者。

### 22日
- 斯卡特曼·克羅瑟斯，76歲，美國演員和音樂家（奇科與男人、闪灵），肺癌。[75]
- 亞歷山大·多伊奇，86歲，蘇聯天文學家（普爾科沃天文臺）。
- 瑪律科姆·諾克斯（Malcolm Nokes），89歲，英國鏈球運動員和奧運獎牌得主。[76]
- Dinny Pails，65歲，英國出生的澳大利亞網球運動員和澳大利亞網球公開賽冠軍。[77]

### 23日
- 內森·奧蘇貝爾（Nathan Ausubel），88歲，美國歷史學家和作家。[78]
- 威廉·巴德斯，85歲，美國海軍潛水夫，榮譽勳章獲得者。[79]
- 德里克·哈特（Derek Hart），61歲，英國電臺主持人和記者（今夜）。[80]
- Yasuzō Masumura，62歲，日本電影導演。
- 諾曼·毛雷爾（Norman Maurer），60歲，美國漫畫作家和電影製片人（三個臭皮匠），癌症。[81]
- 瑪吉特·索德霍爾姆（Margit Söderholm），81歲，瑞典作家（雨後陽光）。[82]

### 24日
- Bias Bernhoft，84歲，挪威歌手。[83]
- 馬志諾·蒙蒂納里（Mazzino Montinari），58歲，義大利日爾曼主義學者。
- 阿爾·史密斯（Al Smith），84歲，美國漫畫家（穆特和傑夫）。[84]
- Hunt Stromberg Jr.，63歲，美國廣播電視製作人（弗蘭肯斯坦：真實故事），動脈瘤。

### 25日
- Gabdulkhay Akhatov，59歲，蘇聯韃靼語言學家。
- 喬恩·布拉德肖（Jon Bradshaw），47-48歲，美國記者（時尚先生），心臟病發作。[85]
- 勒羅伊·詹森（Leroy S. Johnson），98歲，美國摩門教原教旨主義領袖。[86]
- 伊萬·馬吉爾爵士，98歲，愛爾蘭麻醉師。[87]
- 唐·托斯利，74歲，美國動畫師（唐老鸭）。

### 26日
- 貝蒂科·克羅斯（Betico Croes），48歲，阿路巴政治家，創立了人民選舉運動（People's Electoral Movement），交通事故併發症。[88]
- 羅赫里奧·德拉羅薩（Rogelio de la Rosa），70歲，菲律賓政治家和演員，駐四個國家的大使。[89]
- 愛德華·麥奎爾，54歲，愛爾蘭畫家，心臟病發作。[90]
- 倫道夫·普里姆（Randolph Prim），90歲，美國黑人聯盟棒球手（堪薩斯城君主隊）。[91]
- 瑪麗·威爾士·海明威，78歲，美國記者和作家，欧内斯特·海明威的遺孀。[92]
- 高川格，71歲，日本圍棋選手。

### 27日
- 西奧多·柯菲，89歲，美國驗屍官（瑪麗蓮·夢露之死）。[93]
- 亞歷克斯·杜塔特（Alex Duthart），61歲，蘇格蘭鼓手，心臟病發作。[94]
- 加布里埃爾·菲爾丁（Gabriel Fielding），70歲，英國小說家。[95]
- Zofia Gomułkowa，84歲，波蘭共產主義活動家，Władysław Gomułka 的妻子。[96]
- Cezar Lăzărescu，63歲，羅馬尼亞建築師和城市規劃師。
- Géza von Radványi，79歲，匈牙利電影導演（Mädchen in Uniform）。
- 休·斯托克韋爾，83歲，英國陸軍上將，欧洲盟军最高司令部，白血病。[97]
- 史蒂夫·特雷西，34歲，美國演員（草原上的小房子），愛滋病。

### 28日
- Tuanku Bujang，87歲，馬來西亞政治家，砂拉越州長。[98]
- 阿奇博爾德·柯里（Archibald Currie），98歲，蘇里南政治家、蘇里南總理兼總督。[99]
- 埃米利奧·斯卡納維諾，64歲，義大利畫家和雕塑家。
- 伊莉莎白·湯瑪斯（Elizabeth Thomas），79歲，美國埃及學家。[100]
- A. Theodore Tuttle，67歲，美國摩門教領袖，癌症。[101]

### 29日
- 加里·艾倫，50歲，美國作家和保守派活動家，肝病。[102]
- 羅納德·巴迪利（Ronald Baddiley），64歲，英國演員（弓箭手（The Archers）、魔法部的人（The Men from the Ministry））。[103]
- 海倫·費舍爾（Helen Fischer），74歲，美國政治家，阿拉斯加眾議院議員。[104]
- 加里·格兰特（Cary Grant），82歲，英裔美國演員（西北偏北（North by Northwest）、孤獨的心（None but the Lonely Heart）、便士小夜曲（Penny Serenade））。[105]
- 赫伯特·羅森菲爾德（Herbert Rosenfeld），76歲，德國出生的英國精神分析學家。[106]
- Herb Vigran，76歲，美國演員（Gunsmoke），癌症。[107]

### 30日
- 馬丁·伯戈因（Martin Burgoyne），23歲，英國出生的美國藝術家，愛滋病患者。
- 弗朗西斯科·丘塔特·德·米格爾，76-77歲，西班牙共產黨員和士兵。
- Darby Jones，76歲，美國演員（I Walked with a Zombie）。
- Emil Jónsson，84歲，冰島政治家，冰岛总理。[108]
- 伊曼紐爾·希菲迪（Immanuel Shifidi），57歲，納米比亞活動家，被謀殺。[109]

### 未知日期
- 安·科爾，52歲，美國R&B和福音歌手（Got My Mojo Working）。
- Ray Platnick，69歲，美國報紙攝影師。
- 鈴木紀夫，37歲，日本探險家和冒險家，雪崩。